# Paul-Philippe de Chaumont
Paul-Philippe de Chaumont, né en 1617 et mort à Paris le 24 mars 1697, est un prélat français.

## Biographie
Issu « d'une ancienne famille du Vexin où est le comté de Chaumont », il nait à Paris dans la 
paroisse de Saint-Germain-L'auxerrois, il est fils de Jean, seigneur de Boisgarnier  conseiller d'État, auteur de plusieurs livres de théologie et garde des livres du cabinet du roi et de Marie de Bailleul fille de Nicolas et de Marie Habert de Montmor. Il commence ses études en 1651 à l'Université de Paris où il étudie la philosophe puis la théologie à la Sorbonne mais il d'obtient pas de doctorat en droit canon. Ordonné prêtre en 1663 Il échoue en 1665 à être pourvu en commende de Saint-Vincent de Bourg dans le diocèse de Bordeaux mais reçoit une cure à Rouen où il ne réside pas. Parent et collaborateur du chancelier Séguier et parent par sa mère des trois Habert, Philippe, Germain et Henri-Louis, il succède en 1667 à son père dans la charge de garde du cabinet, à laquelle il joint celle de lecteur du roi. Il réside au Louvre jusqu'à sa nomination comme évêque de Dax.
Bien que n'ayant encore rien écrit, il est élu membre de l'Académie française en 1654. Devenu évêque de Dax en 1671, il se démet de ses fonctions en 1684 pour se consacrer plus librement à l'étude, tout en continuant cependant de prêcher. Jean Chapelain dit de lui « qu'il ne manquait pas d'esprit, qu'il avait assez le goût de sa langue et prêchait hardiment et facilement. »
En 1685, il préside à la séance de l'Académie qui prononce l'exclusion d'Antoine Furetière. En 1693, il publie un ouvrage en deux volumes intitulé Réflexions sur le christianisme enseigné dans l'Église catholique. Selon l'abbé d'Olivet, le style de ce traité « ne répond pas moins à la qualité d'historien de l'auteur que le sujet à son caractère d'évêque. »